# موج نو (فیلم ۲۰۲۵)
موج نو (به انگلیسی: Nouvelle Vague)، یک فیلم فرانسوی سیاه‌وسفید در ژانر کمدی درام زندگی‌نامه‌ای به کارگردانی ریچارد لینکلیتر است که در سال ۲۰۲۵ منتشر شد. فیلم‌نامه این فیلم توسط هالی جنت، وینسنت پالمو جونیور، میشل پتین و لاتیشا مسون نوشته شده و داستان آن دربارهٔ شروع و گسترش موج نوی فرانسه در دهه ۶۰ میلادی است. گیوم ماربک و زوئی دویچ به ترتیب نقش ژان-لوک گدار و جین سیبرگ را ایفا کرده‌اند که مشغول ساخت فیلم ازنفس‌افتاده (۱۹۶۰) هستند.
موج نو برای نخستین‌بار در جشنواره فیلم کن ۲۰۲۵ رونمایی شد و استقبال بسیار مثبت منتقدان را به همراه داشت.